# Liste des distinctions d'Imitation Game
Cette page dresse la liste des distinctions obtenues par le film américano-britannique Imitation Game (The Imitation Game), sorti au Royaume-Uni le 14 novembre 2014, au cours de la saison des récompenses 2014-2015.

## Sélections
- Festival du film de Telluride 2014

## Récompenses
- Festival international du film de Toronto 2014 : People's Choice Award (sélection « Special Presentations »)
- Festival international du film des Hamptons 2014 : Audience Awards du meilleur film et Alfred P. Sloan Feature Film Award
- Festival du film d'Aspen 2014 : Special Audience Recognition Award
- Festival du film de San Diego 2014 : meilleur film
- Festival international du film de Scottsdale : meilleur film
- Festival du film de Mill Valley : Overall Audience Favorite
- Festival du film de Twin Cities : meilleur film
- Festival international du film de Chicago : meilleur film de fiction
- Festival du film de Heartland : Truly Moving Picture Award
- Festival du film indépendant de Memphis : Audience Award for Best Narrative Feature
- Festival du film de Hollywood 2014 :
  - Meilleur réalisateur
  - Meilleur acteur pour Benedict Cumberbatch
  - Meilleure actrice dans un second rôle pour Keira Knightley
  - Meilleure musique pour Alexandre Desplat
- Festival du film de Traverse City 2014 : North Star Award for Excellence pour Keira Knightley

- American Film Institute Awards 2014 : top 10 des meilleurs films de l'année
- EuroCinema Hawaii Awards 2014 :
  - Meilleur film
  - Meilleur réalisateur pour Morten Tyldum
  - Meilleur acteur pour Benedict Cumberbatch
- National Board of Review Awards 2014 : top 2014 des meilleurs films
- Vancouver Film Critics Circle Awards 2015 : meilleur acteur pour Benedict Cumberbatch
- Oscars du cinéma 2015 : meilleur scénario adapté pour Graham Moore

## Nominations

### 2014
- British Independant Film Awards 2014 :
  - Meilleur film
  - Meilleur acteur pour Benedict Cumberbatch
  - Meilleure actrice pour Keira Knightley
  - Meilleur scénario pour Graham Moore
- Hollywood Music in Media Awards 2014 : meilleure musique originale pour Alexandre Desplat
- Houston Film Critics Awards Society Awards 2014 :
  - Meilleur film
  - Meilleur acteur pour Benedict Cumberbatch
  - Meilleure actrice dans un second rôle pour Keira Knightley
  - Meilleure musique de film pour Alexandre Desplat
- Phoenix Film Critics Society Awards 2014  :
  - Meilleur film
  - Meilleur acteur pour Benedict Cumberbatch
  - Meilleure actrice dans un second rôle pour Keira Knightley
  - Meilleur scénario adapté pour Graham Moore
- San Diego Film Critic's Society Awards 2014 :
  - Meilleure actrice dans un second rôle pour Keira Knightley
  - Meilleure distribution
  - Meilleurs costumes
  - Meilleure musique de film pour Alexandre Desplat
- St. Louis Film Critics Association Awards 2014 :
  - Meilleur film
  - Meilleur acteur pour Benedict Cumberbatch
  - Meilleure actrice dans un second rôle pour Keira Knightley
  - Meilleur réalisateur pour Morten Tyldum
  - Meilleur scénario adapté pour Graham Moore

### 2015
- AACTA International Awards 2015 :
  - Meilleur film
  - Meilleur réalisateur pour Morten Tyldum
  - Meilleur acteur pour Benedict Cumberbatch
  - Meilleure actrice dans un second rôle pour Keira Knightley
  - Meilleur scénario pour Graham Moore
- British Academy Film Awards 2015 :
  - Meilleur film
  - Meilleur film britannique
  - Meilleur acteur pour Benedict Cumberbatch
  - Meilleure actrice dans un second rôle pour Keira Knightley
  - Meilleur scénario adapté pour Graham Moore
  - Meilleurs décors pour Maria Djurkovic et Tatiana MacDonald
  - Meilleurs costumes pour Sammy Sheldon
  - Meilleur montage pour William Goldenberg
  - Meilleur son pour John Midgley, Lee Walpole, Stuart Hilliker et Martin Jensen
- Central Ohio Film Critics Association Awards 2015 :
  - Meilleur film
  - Meilleure actrice dans un second rôle pour Keira Knightley
  - Meilleur scénario pour Graham Moore
- Critics' Choice Movie Awards 2015 :
  - Meilleur film
  - Meilleur acteur pour Benedict Cumberbatch
  - Meilleure actrice dans un second rôle pour Keira Knightley
  - Meilleure distribution
  - Meilleur scénario adapté pour Graham Moore
  - Meilleure musique de film pour Alexandre Desplat
- Directors Guild of America Awards 2015 : meilleur réalisateur de film pour Morten Tyldum
- London Film Critics Circle Awards 2015 :
  - Meilleur film britannique
  - Meilleur acteur pour Benedict Cumberbatch
  - Meilleur jeune acteur pour Alex Lawther
  - Meilleure actrice dans un second rôle pour Keira Knightley
- Golden Globes 2015 :
  - Meilleur film dramatique
  - Meilleur acteur dans un film dramatique pour Benedict Cumberbatch
  - Meilleure actrice dans un second rôle pour Keira Knightley
  - Meilleur scénario pour Graham Moore
  - Meilleure musique de film pour Alexandre Desplat
- North Carolina Film Critics Awards 2015 :
  - Meilleure actrice dans un second rôle pour Keira Knightley
  - Meilleur scénario pour Graham Moore
- Oscars du cinéma 2015 :
  - Meilleur réalisateur pour Morten Tyldum
  - Meilleur acteur pour Benedict Cumberbatch
  - Meilleure actrice dans un second rôle pour Keira Knightley
  - Meilleur scénario adapté pour Graham Moore
  - Meilleurs décors pour Maria Djurkovic et Tatiana Macdonald
  - Meilleur montage pour William Goldenberg
  - Meilleure musique de film pour Alexandre Desplat
- Satellite Awards 2015 :
  - Meilleur film
  - Meilleur réalisateur pour Morten Tyldum
  - Meilleur acteur pour Benedict Cumberbatch
  - Meilleure actrice dans un second rôle pour Keira Knightley
  - Meilleur scénario adapté pour Graham Moore
  - Meilleure direction artistique pour Nick Dent
  - Meilleur montage pour William Goldenberg
  - Meilleure musique de film pour Alexandre Desplat
- Screen Actors Guild Awards 2015 :
  - Meilleur acteur pour Benedict Cumberbatch
  - Meilleure actrice dans un second rôle pour Keira Knightley
  - Meilleure distribution
- Writers Guild of America Awards 2015 : meilleur scénario adapté de film pour Graham Moore